# NGC 1366
NGC 1366 је лентикуларна галаксија у сазвежђу Пећ која се налази на NGC листи објеката дубоког неба.
Деклинација објекта је - 31° 11' 36" а ректасцензија 3h 33m 53,6s. Привидна величина (магнитуда) објекта NGC 1366 износи 11,0 а фотографска магнитуда 12,0. Налази се на удаљености од 17,133 милиона парсека од Сунца. NGC 1366 је још познат и под ознакама ESO 418-10, MCG -5-9-13, PGC 13197.